# Mikey
Mikey és una pel·lícula estatunidenca de terror - thriller de 1992 dirigida per Dennis Dimster i protagonitzada per Brian Bonsall, Josie Bissett, Ashley Laurence, John Diehl, Mimi Craven, Whit Hertford, Lyman Ward, David Rogge, Mark Venturini i Laura Robinson. La pel·lícula es va estrenar el 27 de març de 1992 en el Festival Internacional de Cinema Fantàstic de Brussel·les. Ha estat doblada al català.

## Argument
La pel·lícula se centra en el personatge de Mikey Calvin (Brian Bonsall), un nen de 10 anys que és adoptat per una família després que mor la seva anterior família adoptiva. En lloc de ser el nen afectuós que tots esperaven, Mikey amaga la ment més terrible i diabòlica mai coneguda i resulta ser un psicòpata violent i un assassí en sèrie. Ell ha passat de llar en llar on cada família adoptiva pateix mortals accidents. Ara està amb Rachel i Neil, una jove parella que durant cinc anys ha tractat en va de tenir fills; però que veuen en Mikey el seu somni dirigida, encara que aviat els seus somnis es convertiran en els pitjors malsons.

## Repartiment
- Brian Bonsall: Mikey Calvin
- Josie Bissett: Jessie Owens
- Ashley Laurence: Shawn Gilder
- John Diehl: Neil Trenton
- Mimi Craven: Rachel Trenton
- Whitby Hertford: Ben Owens
- Lyman Ward: Mr. Jenkins
- David Rogge: David
- Mark Venturini: Detectiu Jack Reynolds
- Laura Robinson: Grace Calvin